# Opius celsiformis
Opius celsiformis är en stekelart som beskrevs av Fischer 1959. Opius celsiformis ingår i släktet Opius och familjen bracksteklar. Inga underarter finns listade i Catalogue of Life.